# Kapela sv. Filipa i Jakova (Letovčan Novodvorski)
Kapela sv. Filipa i Jakova    je rimokatolička građevina u mjestu Letovčan Novodvorski, gradu Klanjec zaštićeno kulturno dobro.

## Opis dobra
Kapela sv. Filipa i Jakova ističe se svojim slikovitom smještajem u krajoliku, na brdu u Letovčanu Novodvorskom. Zidana, pravilno orijentirana kapela datira iz 18. stoljeća. U 17. stoljeću na tome je mjestu stajala drvena kapela. Kapelu čini brod zaobljenih kutova, s nešto užim svetištem, zaključenim stiješnjenom apsidom. Svetištu je sa sjeverne strane dograđena sakristija. Prizemlje je oblikovano kao trijem, na tri strane rastvoreno polukružnim portalima, od kojih je glavni bogatije profiliran. Zvonik pred pročeljem dominira vanjskim izgledom kapele, te služi kao ulaz. Pri oblikovanju portala slijedio se lokalni uzor Novih dvora klanječkih

## Zaštita
Pod oznakom Z-4105 zavedena je kao nepokretno kulturno dobro – pojedinačno, pravnog statusa zaštićena kulturnog dobra, klasificirano kao "sakralna graditeljska baština".